# Siganus trispilos
Siganus trispilos is een straalvinnige vissensoort uit de familie van konijnvissen (Siganidae). De wetenschappelijke naam van de soort is voor het eerst geldig gepubliceerd in 1977 door Woodland & Allen.